# Cofradía del Silencio (Madrid)
La Hermandad del Silencio y Cofradía de Nazarenos del Santísimo Cristo de la Fe, Nuestro Padre Jesús del Perdón y María Santísima de los Desamparados es una cofradía madrileña que realiza su estación de penitencia la tarde del Domingo de Ramos. Su sede canónica y social es la Iglesia del Santísimo Cristo de la Fe. Las imágenes titulares de la Cofradía son el Santísimo Cristo de la Fe, situado en el Altar Mayor del Templo, Nuestro Padre Jesús del Perdón y María Santísima de los Desamparados. Es conocida popularmente como Hermandad del Silencio.

## Historia
Esta cofradía madrileña fue fundada por Fernando Rodríguez de Rivera en el año 1940. Entre sus objetivos, se marcó la recuperación de la Semana Santa de Madrid, cuya celebración popular estaba en muy mala situación tras la Guerra Civil. 
En sus primeros años organizó un Pregón de Semana Santa, la Procesión de las Palmas el Domingo de Ramos, la Procesión del Rosario de Penitencia el Miércoles Santo y la Solemne Procesión del Silencio en la noche del Viernes Santo. Esta procesión del Silencio, que alcanzó mucha fama, comenzaba habitualmente a las once de la noche y a la Hermandad de los Cruzados se le unían, en la Puerta del Sol, la mayoría de las cofradías y hermandades de Madrid. La primitiva procesión llegó a estar constituida por hasta 21 pasos. Con el transcurso de los años la procesión del Silencio pasó a estar formada por los pasos propios de la Cofradía del Silencio y Hermandad de los Cruzados de la Fe. Hasta 1993 formó parte de la procesión del Silencio la Cofradía del Divino Cautivo, pero a partir del 1994, comenzó a realizar su estación de penitencia de forma independiente. Desde los años 1970, la Hermandad del Silencio fue paulatinamente abandonando sus actos y procesiones de los días iniciales de la Semana Santa para centrarse en el Viernes Santo. 
Desde 1995 la Cofradía del Silencio ha redefinido parcialmente sus fines y cultos externos, limitando el número de pasos que saca en su procesión del Viernes Santo a solamente dos. Se ha hecho cargo de la Iglesia del Cristo de la Fe en la calle de Atocha, donde reside canónicamente y da culto a sus imágenes. A pesar de que la procesión se denomina del silencio, la hermandad cuenta con banda de música.

## Capataces
José Manuel Morena, Alberto Pérez Vasco y Carlos León.

## Imágenes
- Santísimo Cristo de la Fe.

La imagen del Cristo de la Fe fue tallada en el año 1941 por el imaginero José Capuz. Es portado por costaleros. La imagen recibe culto en la iglesia del Santísimo Cristo de la Fe. 
El Miércoles Santo es colocado en su paso por los costaleros que lo portarán el Viernes Santo. El descendimiento de la Imagen desde el lugar donde recibe culto hasta el paso resulta complicado debido al peso de la talla, así como por la altura a la que se encuentra, para lo que es necesario el uso de dos escaleras y un sudario. En un principio solo podían asistir los miembros de la hermandad, pero la devoción y fervor de los madrileños permitió que pudiese asistir al acto todo el que quisiese.
- Nuestro Padre Jesús del Perdón

La Imagen de Nuestro Padre Jesús del Perdón se realizó en el año 1945, siendo obra del escultor Víctor González Gil. Esta imagen se incorporó como Cotitular de la Hermandad en 2014 con la aprobación de sus nuevas reglas, tras varias décadas saliendo en la Procesión del Silencio.
- María Santísima de los Desamparados

La Imagen de María Santísima de los Desamparados en una Dolorosa del imaginero Francisco Romero Zafra de 2013 que vino a sustituir a Nuestra Señora de los Dolores, hecha en 2005 por el escultor Antonio José Martínez Rodríguez, propiedad de la Iglesia de El Salvador y San Nicolás.
La Imagen fue bendecida el 5 de octubre de 2013 y posteriormente salió a la calle en Procesión de Alabanzas acompañada de todas las Cofradías y Hermandades madrileñas, estando amadrinada por la Hermandad de los Gitanos (Madrid)
- Otras imágenes de la Hermandad

Existen otras tallas que también formaron parte de la procesión de la Cofradía del Silencio, pero que con el paso de los años dejaron de desfilar: “La oración en el huerto”, del 1946, “La Virgen y San Juan”, de 1948 y “La coronación de espinas”, todas ellas obras de Víctor González Gil. 
| Predecesor: La Borriquita | Orden de entrada en la carrera oficial (Domingo de Ramos) 2.º lugar | Sucesor: Hermandad del Cristo de la Fe y la Salud |